# F-Zero: Maximum Velocity
F-Zero: Maximum Velocity (jap. エフ・ゼロ・フォー・ゲームボーイアドバンス Efu Zero Fō Gēmubōi Adobansu; F-Zero for Game Boy Advance) – komputerowa gra wyścigowa stworzona i wydana przez Nintendo na konsolę Game Boy Advance w 2001 roku. Jest to czwarta wydana część serii gier F-Zero i pierwsza na przenośne konsole.